# Rayit
Rayit ist ein sehr selten vorkommendes Mineral aus der Mineralklasse der „Sulfide und Sulfosalze“. Es kristallisiert im monoklinen Kristallsystem mit der chemischen Zusammensetzung Pb8(Ag,Tl)2Sb8S21 und bisher nur in Form mikrokristalliner, körniger Aggregate, dessen Einzelkristallite eine Größe von 30 μm bis 0,5 mm erreichen, bekannt.
Rayit ist von bleigrauer Farbe und Strichfarbe, zeigt jedoch bei reflektierendem Licht eine weiße Farbe mit einem grünlichen bis bläulichen Stich. Seine errechnete Dichte beträgt 6,13 g/cm³.

## Etymologie und Geschichte
Erstmals entdeckt wurde Rayit in Mineralproben aus dem Kupferbergwerk Dariba im Rajpura-Dariba-Erzgürtel (Distrikt Udaipur) im westindischen Bundesstaat Rajasthan. Die Analyse und Erstbeschreibung erfolgte durch K. Basu, N. S. Bortinikov, A. Moorkhetjee, N. N. Mozgova, A. I. Tespin und L. N. Vyalsov, die dem Mineral zu Ehren von Santosh Kumar Ray, einem indischen Professor der Petrologie, den Namen Rayit gaben.
Das Mineralogenteam sandte seine Untersuchungsergebnisse und den gewählten Namen 1982 zur Prüfung an die International Mineralogical Association (interne Eingangs-Nr. der IMA: 1982-029), die den Rayit als eigenständige Mineralart anerkannte. Die Publikation der Erstbeschreibung folgte im Jahr darauf im Fachmagazin Neues Jahrbuch für Mineralogie und die Bestätigung der Anerkennung 1984 im Fachmagazin American Mineralogist.
Typmaterial des Minerals wird im Indian Institute of Technology (IIT) in Kharagpur (Indien) und im Geologischen Institut für Erzlagerstätten, Petrographie, Mineralogie und Geochemie (IGEM) der Russischen Akademie der Wissenschaften in Moskau  aufbewahrt.

## Klassifikation
Da der Rayit erst 1982 als eigenständiges Mineral anerkannt und dies erst 1983 publiziert wurde, ist er in der seit 1977 veralteten 8. Auflage der Mineralsystematik nach Strunz noch nicht verzeichnet. Einzig im Lapis-Mineralienverzeichnis nach Stefan Weiß, das sich aus Rücksicht auf private Sammler und institutionelle Sammlungen noch nach dieser alten Form der Systematik von Karl Hugo Strunz richtet, erhielt das Mineral die System- und Mineral-Nr. II/E.21-10. In der „Lapis-Systematik“ entspricht dies der Klasse der „Sulfide und Sulfosalze“ und dort der Abteilung „Sulfosalze (S  :As,Sb,Bi = x)“, wobei in den Gruppen II/E.19 bis II/E.21 die Blei-Sulfosalze mit Sb (x = 3,0–1,9) eingeordnet sind. Rayit bildet hier zusammen mit Chovanit, Fülöppit, Heteromorphit, Plagionit und Semseyit eine eigenständige, aber unbenannte Gruppe (Stand 2018).
Die seit 2001 gültige und von der IMA zuletzt 2009 aktualisierte 9. Auflage der Strunz’schen Mineralsystematik ordnet den Rayit in die neu definierte Abteilung der „Sulfosalze mit SnS als Vorbild“ ein. Diese ist zudem weiter unterteilt nach den in der Verbindung vorherrschenden Metallen, so dass das Mineral entsprechend seiner Zusammensetzung in der Unterabteilung „Nur mit Blei (Pb)“ zu finden ist, wo es nur noch zusammen mit Semseyit die unbenannte Gruppe 2.HC.10d bildet.
Auch die vorwiegend im englischen Sprachraum gebräuchliche Systematik der Minerale nach Dana ordnet den Rayit in die Klasse der „Sulfide und Sulfosalze“ und dort in die Abteilung der „Sulfosalze“ ein. Hier ist er als einziges Mitglied/zusammen mit @@@ in der „Fülöppitgruppe (monoklin: C2/c enthält Pb, Sb)“ mit der System-Nr. 03.06.20 innerhalb der Unterabteilung „Sulfosalze mit dem Verhältnis 2,0 < z/y < 2,49 und der Zusammensetzung (A+)i(A2+)j[ByCz], A = Metalle, B = Halbmetalle, C = Nichtmetalle“ zu finden.

## Kristallstruktur
Rayit kristallisiert im in der monoklinen Raumgruppe C2/c (Raumgruppen-Nr. 15) mit den Gitterparametern a = 13,60 Å, b = 11,96 Å, c = 24,49 Å und β = 103,94°, sowie vier Formeleinheiten pro Elementarzelle. 

## Bildung und Fundorte
Bisher wurde Rayit nur an seiner Typlokalität, in der „Rajpura-Dariba-Lagerstätte“ (Dariba Mine) bei Udaipur in Indien gefunden (Stand 2021). Dort tritt es eingelagert im Kyanit-Graphit-Schiefer von polymetallischen Sulfid-Lagerstätten aus präkambrischer Zeit und in Paragenese mit Galenit, Meneghinit und Owyheeit auf.